# Крепость Хинта
Крепость Хинта (нем. Burg Hinta) — замок на воде в центре бывшей Восточной Фрисландии, расположенная в современной коммуне Хинте в районе Аурих Нижней Саксонии, Германия.

## История
Уже в XIV веке в Хинте было две основных крепости — Вестербург и Остербург — позже крепость Хинта. Вестербург был разрушен в 1443 году по Ганзейскому союзу. Остербург был построен в конце XIII века в классическом готическом стиле. Самой старой частью его является одноэтажный каменный дом, расположенный на южной стороне. В эпоху Возрождения, в 1704 году, у замка появились ворота. В XVIII и XIX веках замок перестраивался и получил свой сегодняшний вид.